# Sensore di pioggia

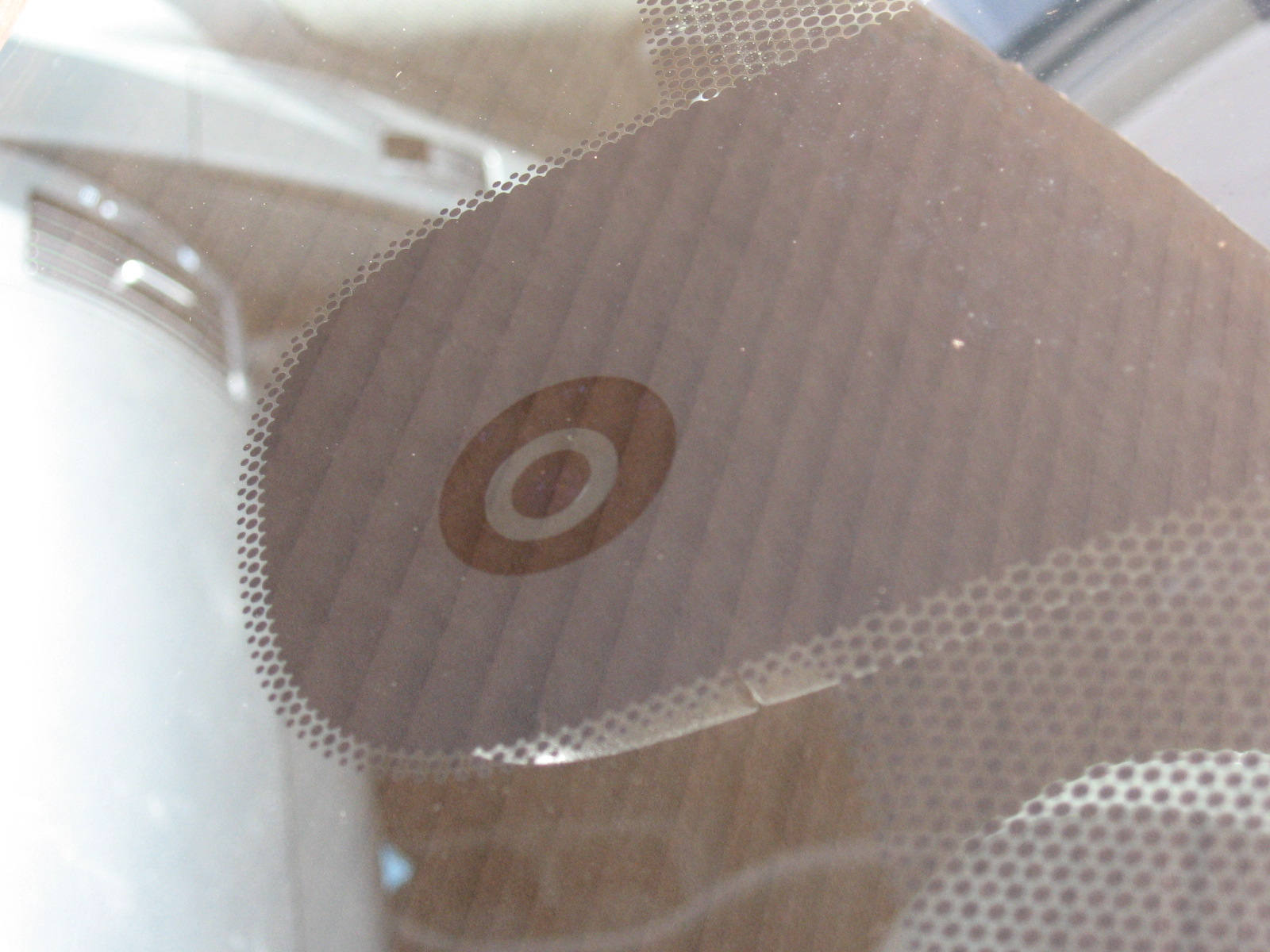
Sensore di pioggia su un parabrezza di un'auto

Un sensore di pioggia, chiamato anche interruttore di pioggia è un dispositivo di commutazione attivato dalla pioggia. Ci sono due principali usi per il sensore di pioggia. Il primo è per il risparmio dell'acqua: il sensore è collegato ad un sistema di irrigazione e serve a non far partire l'irrigazione in caso di pioggia evitando sprechi d'acqua. Il secondo uso riguarda le automobili, dove il sensore permette di far attivare i tergicristalli in caso di pioggia.

## Sensori per l'irrigazione
I sensori di pioggia per i sistemi di irrigazione sono disponibili sia in versione wireless che cablata. La maggior parte utilizzano dischi igroscopici che si gonfiano in presenza di pioggia e si restringono di nuovo quando si seccano. Un interruttore elettrico è a sua volta premuto o rilasciato dal disco igroscopico, e la velocità di essiccazione è tipicamente regolata controllando la ventilazione dei dischi. Tuttavia, alcuni sensori di tipo elettrico sono commercializzati anche con vaschette basculanti o con sensori di conducibilità. Entrambe le versioni senza fili e cablate utilizzano meccanismi simili per sospendere temporaneamente l'irrigazione, tali da impedire l'apertura delle valvole dell'acqua in caso di pioggia rilevata.
Alcuni sensori di irrigazione contengono anche un sensore di congelamento per mantenere il sistema operativo anche in caso di temperature sotto lo zero.

## Sensori per automobili

Un diagramma spiega il funzionamento di un sensore di pioggia ottico

Nel 1958, la Cadillac Motor Car Division o General Motors per la prima volta hanno usato un interruttore sensibile all'acqua che attivava diversi motori elettrici per chiudere automaticamente la capote e i finestrini di un'auto, la Eldorado Biarritz, se si trovavano aperti in caso di pioggia.
Il primo dispositivo sembra essere stato utilizzato da General Motors, per la stessa ragione, montato su una "Le Sabre" e creato sette anni prima, nel 1950–51.
Per il modello del 1996, Cadillac utilizzò ancora un sensore di pioggia, che questa volta fu usato per attivare automaticamente i tergicristalli e per regolare la loro velocità in base all'intensità della pioggia.
I comuni moderni sensori di pioggia sono basati sul principio della riflessione interna totale: una luce infrarossa viene proiettata con un angolo di 45 gradi sul parabrezza dall'interno: se il vetro è bagnato la luce che tornerà al sensore sarà minore, e la rilevazione di tale fenomeno farà partire i tergicristalli. La maggior parte dei veicoli con questa funzione hanno un interruttore "AUTO" per scegliere se far attivare automaticamente i tergicristalli in questo modo o meno.